# Boksehandske
En Boksehandske er en handske med indbygget blødt fyld, der anvendes af boksere og thaiboksere under boksekampe. Ordet boksehandske bruges også om de handsker, der benyttes under træning, selvom disse oftest er udformet noget anderledes end boksehandsker, der benyttes under kampe. 
Moderne boksehandsker blev oprindelig benyttet for at skåne boksernes hænder under kamp (i modsætning til antikkens cestus, hvis formål var at skade modtageren af slaget yderligere). Brugen af moderne boksehandsker medfører generelt færre ansigtsskader for bokserne, men reducerer ikke risikoen for hjerneskader. Det er tværtimod hævdet, at brugen af boksehandsker kan forøge risikoen for hjerneskader, da handskerne gør det muligt at slå kraftigere slag uden at beskadige hænderne..

## Historie
Brugen af udstyr til at beskytte hænderne under boksekampe har været kendt siden antikkens Grækenland. I det 2. århundrede krediterede Clement af Alexandria den mytologiske Amycus, der var søn af Poseidon, for opfindelsen af boksehandskerne. Boksning i antikken og boksehandsker dengang var dog væsentlig forskellig fra boksesporten i dag. I antikkens Grækenland benyttede de involverede parter læderremme, der var bundet om hænderne for at beskytte hænderne. I antikkens Rom udviklede dette sig til, gladiatorernes cestus, hvor der var indsat metalstykker i læderremmene for at skade modstanderen yderligere. Brugen af cestusen blev forbudt år 50 f.kr., og senere blev boksningen forbudt i Rom i 500-tallet. 
I tiden herefter var boksesporten ikke reguleret, og grænserne mellem almindeligt slagsmål og sport var ganske flydende. I forbindelse med genopdagelsen af boksningen som kampsport i England 1700-tallet ved blandt andet James Figgs akademi blev der dog ikke benyttet boksehandsker. Heller ikke ved gennemførelsen af London Prize Ring Rules i 1743 blev der foreskrevet brug af boksehandsker. Først ved vedtagelsen af Queensberryreglementet fra 1867 blev der foreskrevet brug af handsker. Der gik dog mange år før Queensberryreglementet opnåede generel anerkendelse, og først i 1892 blev der benyttet boksehandsker i en titelkamp om verdensmesterskabet i sværvægtsboksning, da nævekæmperen John L. Sullivan satte titlen på spil mod den moderne James J. Corbett. 
Den moderne boksehandske mod polstring anses for opfundet af Jack Broughton, der i slutningen af 1700-tallet skabte en polstret boksehandske, der blev benævnt 'mufflers'. Handskerne blev dog i de første mange år alene benyttet til træning.

## Typer af boksehandsker
Boksehandsker fremstilles i forskellige typer og størrelser alt efter den påtænkte brug. 
- Boksehandsker til lettere træning med boksebold ("speed bag") er lette handsker, og benævnes ofte "mitts" eller "speed gloves", og fås i varianter hvor brugerens fingre ikke er dækket af handsken. Denne type handsker er lette og er ofte fremstillet i vinyl eller læder. De er designet til at beskytte brugerens hænder under træningen.
- Boksehandsker til træning på sandsæk kaldes ofte sandsækhandsker. Sandsækhandsker er kraftigere end mitts, og benyttes ofte som en "all round" handske til træning, da sandsækhandsker oftest er mere holdbare end handsker til kampbrug. Sandsækhandsker kan også benyttes til træning på boksepuder (også kaldet thai pads). Sandsækhandsker har oftere noget tyndere polstring end kamphandsker. Sandsækhandsker vejer normalt mellem 8 og 16 oz, og er fremstillet for at beskytte brugerens hænder under træningen. Sandsækhandsker er ikke egnede til sparring.
- Boksehandsker til sparring er fremstillet for at beskyte brugerens hænder og modstanderens ansigt. Handsker til sparring er kraftigere polstret end sandsækhandsker og vejer mellem oftest 14 til 20 oz. Sparringhandsker er ikke egnede til træning på sandsæk, da de gentagne hårde stød til sandsækken deformerer polstringen, hvorved handsken ødelægges.
- Boksehandsker til kamp er designet til at beskytte brugerens hænder og at begrænse skader på modstanderen. Udformningen af kamphandsker er reguleret af bokseforbundet for amatører AIBA, ligesom organisationerne, der regulerer professionel boksning har en række krav til handskernes udformning. Boksehandsker til kampbrug skal indenfor amatørboksning for herrer overholde de specifikationer, der er udstedt af AIBA.[3] Af disse specifikationer fremgår blandt andet, at handskerne skal veje omkring 284 gram (ca. 10 oz), at polstringen skal udgøre mindst halvdelen af handskens vægt, at handsken skal lukkes med velcrobånd, og at tommelfingeren skal fæstnes til handsken med en sprække på højst 10 mm. Herudover er der en række krav til handskernes fysiske udformning. Handskerne i en boksekamp skal endvidere være røde for den ene bokser og blå for den anden. I professionel boksning varierer kravene, men ofte skal handskerne veje mellem 8-10 oz.[4][5]  Tidligere var det normalt med handsker med en vægt på 6 oz. I professionel boksning er det ej heller et fast krav, at handsken skal have velcrolukning, og i stedet kan handskerne lukkes med traditionelle snørrer, der herefter tapes ind og underskrives af en official for at sikre, at der ikke snydes med handsken.

Boksehandsker benyttes ofte i kombination med bændler, der snørres om bokserens hænder inden handsken tages på, således at hånden stabiliseres for at undgå skader på hænderne under træning og kamp.

## Handskers betydning for sikkerhed og skader
Boksehandskers betydning for opståen af skader er et kontroversielt emne. Der synes at være generel enighed om, at brugen af handsker reducerer risikoen for, at en bokser pådrager sig skader i ansigtet i form af sår, rifter og flænger, men der er uenighed om, hvorvidt brugen af handsker reducerer risikoen for hjerneskader. Det britiske lægeforening British Medical Association har i 1993 på baggrund af en undersøgelse af emnet konkluderet, at brugen af handsker ikke reducerer risikoen for hjerneskader, men at brug af handsker tværtimod kan forøge risikoen for hjerneskader, da handskerne muliggør hårdere og hyppigere slag til bokserens hoved. Hjerneskaden sker ved kraniets acceleration og deceleration, og denne acceleration/deceleration bliver ikke mindre af handskebrug, tværtimod.
En undersøgelse, der sammenlignede hyppigheden af dødsfald i boksekampe uden handsker og i kampe med handsker viste, at der i England i perioden 1719-1824 indtrådte dødsfald hos 14.000 ud af 1 million deltagere, hvilket er 184 hyppigere end i moderne professionel boksning, der ifølge undersøgelsen har 76 dødsfald pr. 1 million deltagere. Om sidstnævnte undersøgelse skal dog fremhæves, at datagrundlaget er vanskeligt sammenligneligt, da afviklingen af nævekampe under de oprindelige London Prize Ring Rules foregik væsentligt anderledes end afviklingen af en moderne professionel boksekamp, hvor der i dag langt tidligere sker en standsning af kampen, hvis en bokser forekommer at være blevet hårdt ramt. Under de oprindelige London Prize Rules kunne en bokser fortsætte, blot bokserens sekundanter var i stand til at bære bokseren til "scratch" ved omgangens start. Den væsentlig højere dødsrate i nævekampe kan således langt fra alene tilskrives brugen af boksehandsker, og grundet de væsentligt forskellige forudsætninger for data under de to perioder, er det således tvivlsomt, om handskerne overhovedet har en effekt på antallet af døde eller hjerneskadede, hvilket British Medical Associations undersøgelse også synes at konkludere. 
Brugen af handsker har reduceret antallet af skader på øjet i form af beskadigelsen af hornhinden, der typisk sker, når bokseren får modstanderens tommelfinger i øjet, men selv om tommelfingeren på moderne boksehandsker er syet tæt sammen med resten af handsken, forekommer disse skader fortsat. 

## Brug af handsker i anden kampsport
MMA-handsker ("mixed martial arts") med åbning til fingrene benyttes ofte indenfor anden kampsport, men sådanne handsker er ikke boksehandsker. Tilsvarende er de såkaldte "kempohandsker", der benyttes i den kinesiske boksetradition Kempo, og som blev gjort populær med Bruce Lees film fra 1973 Enter the Dragon ej heller boksehandsker, da de ikke lukker fingrene i handsken, således at brugeren kan bruge hænderne til andet kampformål end blot at udføre slag, hvilket i moderne boksning er forbudt. 
I thaiboksning benyttes i dag oftest "almindelige" boksehandsker. Tidligere blev der i thaiboksning dog benyttet en "handske", der bestod af bændler vundet om hænderne, der herefte blev dyppet i gummi, der herefter størknede, hvorved der fremkom en hård gummihandske.